# Буйний День

«Буйний День» — роман американського письменника Джека Лондона, опублікований у 1910 році видавництвом Macmillan Inc. Історія головного героя роману частково заснована на фактах із життя американського підприємця Френсіса Маріона Сміта.

## Сюжет
Дія роману розгортається у Юконі та Алясці наприкінці ХІХ сторіччя.
Елам Гарніш на призвісько «Буйний День» — один з найуспішних старателів. Йому немає рівних як у пошуках золота, розробці нових родовищ, так і в доставці пошти у віддалені райони. Він завжди перший, завжди кращий.
Заробивши великі гроші на початку «золотої лихоманки» на Алясці, Гарніш переїжджає до Сан-Франциско та стає, за власним висловом, «біржовим гравцем». Він живе за капіталістичними законами джунглів і безжалісно поводиться щодо своїх конкурентів. Для нього має значення тільки бізнес та заробляння грошей, що він розглядає як азартну гру, у який повинен перемогти.
Знайомство зі стенографісткою Діді Мейсон змінює погляди Гарніша на життя, він починає думати про користь для суспільства.
Зрештою він відмовляється від власних статків та одружується з Діді Мейсон. Подружжя оселяється на ранчо в Глен-Еллен (Каліфорнія), де веде спокійне життя подалі від міської метушні.
Та одного разу, під час ремонту водопроводу, Гарніш виявляє родовище золота. На якусь мить у ньому знов прокидається старатель, але, почувши голос дружини, Гарніш закидає виявлене родовище землею та повертається додому.

## Екранізації
Роман був неодноразово екранізований:
- у 1914 році американським режисером Хобартом Босвортом, кінокомпанія Paramount Pictures[1];
- у 1920 році англійським режисером Едвардом Сломаном, кінокомпанія Metro Pictures[2];
- у 1928 році британо-американським режисером Чарльзом Бребіним, кінокомпанія First National Pictures[3];
- у 1975 році радянським режисером Віталієм Четвериковим; кінокомпанія Беларусьфільм;
- у 2010 році казахсько-канадським режисером Санжаром Султановим, кінокомпанія Reverson Entertainment[4]. В одній з трьох історій, що розвиваються у фільмі, використані кілька глав роману «Буйний День»